# Lenhartsville
Lenhartsville  è una borough degli Stati Uniti d'America, nella contea di Berks nello Stato della Pennsylvania. Secondo il censimento del 2000 la popolazione è di 173 abitanti.

## Società

### Evoluzione demografica
La composizione etnica vede una esclusività della razza bianca (100%).
| borough di Lenhartsville Popolazione |     |
| 2000                                 | 173 |
| Stima al 2009                        | 170 |